# Louis Coppens
Jonkheer Louis-Benoît Coppens (Gent, 5 februari 1799  - 7 november 1836) was lid van het Belgisch Nationaal Congres.

## Levensloop
Grootvader Charles Coppens, heer van Eeckenbrugghe (1727-1774), werd in 1766 in de adelstand bevestigd met de titel van baron. Zijn oudste zoon Louis Coppens (1760-1833) liet zich (na zijn aanvankelijke weigering in 1818) in 1823 in de adel erkennen met een baronstitel. Die ging over op zijn zoon Emmanuel Coppens (1792-1867) en langs daar verder tot op heden. De jongere broer, de hier behandelde Louis Coppens, trouwde in 1827 met Pelagie de Moreau (1801-1877). Ze hadden een dochter Mathilde (1828-1901) die trouwde met Théodore de Biseau d'Hauteville (1804-1884).
Louis Coppens, neef van het Congreslid Charles Coppens was in 1830 arrondissementscommissaris voor Gent. Op 8 oktober 1830 werd hij, samen met François-Bernard Callier (Deinze) en Karel Spilthoorn door het Voorlopig Bewind benoemd tot lid van een triumviraat dat de stad Gent en de provincie Oost-Vlaanderen voorlopig moest besturen. Hij werd als plaatsvervangend lid van het Nationaal Congres verkozen en zetelde vanaf 14 februari 1831, in opvolging van Pierre de Ryckere. Hij was slechts de tiende opvolger, maar de negen die hem voorafgingen hadden, in het orangistisch bolwerk dat Gent was, geweigerd.
Louis Coppens gaf zijn stem voor het ambt van regent aan Félix de Mérode. In tegenstelling tot zijn neef stemde hij voor Leopold van Saksen Coburg en voor de aanvaarding van het Verdrag der XVIII artikelen.